# 水割り
水割り（みずわり）とは、カクテルの一種。酒を飲料水で割ったものである。単に水割りといった場合、ウイスキーの水割りを指すことが多い。

## 酒を水で割る行為
古代ギリシアや古代ローマではワインが飲まれていたが、ワインは水で割って飲むものであり、ワインをそのまま飲む行為は野蛮なものとみなされていた。ワインをそのまま飲むのは酒神（ディオニューソスやバックス）にのみ許された行為とされ、そのままワインを飲むことは身体に悪い、悪酔いする、凶暴化したり発狂するといったようなことが信じられていた。また、ワインに水を入れるのが作法であり、水にワインを入れることはなかった。
紀元前4世紀の古代ギリシアのクセノポンの記した『アナバシス』には古代エジプトのビールについて「水で薄めないと非常に強いが慣れると美味い酒」と記されており、ビールを水で割って飲むことがあったことをうかがわせる。
1740年にはイギリス海軍で水兵に配給していたラム酒を水で割って配給するようになり、後にグロッグと呼ばれる飲み方となった（詳細はグロッグの項を参照のこと）。
19世紀半ばにはイギリスにおいてジンと水を半々に割ったジン・ツイストが流行した。
現代においてもウイスキーに加水する飲み方はウイスキー&ウォーターと呼ばれ、世界中で多くの人々に親しまれている。また、蒸留酒に甘味料を加え、熱湯で割って作る温かいカクテルのホット・トディもある。
しかしながら、日本における水割りはそれらとは異なることが多い。

## 日本における水割りの歴史
日本において「ウイスキーの水割り」という飲み方が普及したのは1970年代である。1970年代以前の日本におけるウイスキーの一般的な飲み方はストレートかソーダ割（ハイボール、ウイスキー・ソーダ）であった。
当時の日本にはパブやバーの文化も普及しておらず、日本人にとって晩酌と言えば、日本酒かビールであった。これは寿司屋や小料理屋といった飲食店においても同様であり、日本のウイスキーメーカーは商業的にかなりの苦戦を強いられていた。
そこで、日本のウイスキーメーカーは和食と調和するよう特有のピート臭を抑え、口当たりをマイルドする水割りという飲み方を考案し、プロモーションを行った。一例として、サントリーは割烹の店主がその日の閉店後に店のカウンターでサントリーオールドを飲むといった写真を使った新聞広告を打つと共に湯豆腐を肴にしてサントリーオールドのお湯割りなどを提案するスタイルブック『懐石サントリー』（淡交社）を出版し、「和食にサントリーオールド」というキャンペーンを展開した。このキャンペーンは大当たりし、1970年代前半に100万ケース前後で推移していたサントリーオールドの売り上げは、1980年には1000万ケースを超える販売記録となった。
上述のように展開された水割りキャンペーンであるが、当時の国産ウイスキーは普及していたトリスウイスキーを筆頭に「色つきアルコール」と批判されるほど品質が悪く、低品質をごまかすための飲み方としてメーカーが普及させたのだという見方もある。
ただし、寿屋時代のサントリーのウイスキー広告には水割りという飲み方を薦めたものは1つもなく、一方でトリスウイスキーでは「トリハイ」「Tハイ」といったソーダ割、ハイボールを薦めている。このことから、佐治敬三自身は、水割りが日本社会に普及したのは消費者による自然発生的なものではないかと語っている。他方で、佐治はスコッチウイスキーがスコットランド人にはストレートで飲むのが美味いとされているのに対し、日本のウイスキーは水割りによって冴えると評価している。

## ウイスキーの水割りの作り方の例
ウイスキーの水割りの作り方の例を以下に挙げる。
1. コリンズグラス（または手でしっかり持てる形状のグラス）に氷を入れる。
2. ウイスキーを30ミリリットルから45ミリリットルほどグラスに注ぎ、ステアして冷す。
3. ミネラルウォーターを加える。ウイスキーと水の比率は1:2から1:2.5くらい。
4. 数回ステアする。

## バリエーション

### お湯割り
水ではなく湯を使う。加熱することで香りが引き立つとされる。手で持っても熱くないように取っ手付きのタンブラーを用いるか、ホルダーと呼ばれる金属製の取っ手をタンブラーに取り付けたものに注ぐ。出来上がりの液温が体温より25度から30度高いくらいにする（むろん、個人の好みでより高温にしても良い）。
ホット・ウイスキーとも呼ばれる。

### トワイスアップ
トワイスアップ（Twice Up）は水とウイスキーを等量で割るスタイル。氷は用いない。
加水したときに飛ぶアルコールの香りが楽しめるとされる。また、香りが立つことを重視するため、水は冷さず常温のものを用いる。香りを楽しむためテイスティング・グラスが望ましいが、ワイングラスで代用しても良い。

## 商品化
日本において「水割りウイスキー」の商品化は長らく業界の要望であった。
しかしながら酒税法の関係から缶入りの水割りウイスキーやビン詰めの水割りウイスキーに対しては、例えばアルコール度数9パーセント、内容量250ミリリットルの商品に対して227円の酒税が課税されることから、商品化は事実上行えなかった。1993年の酒税法改正に伴い、アルコール度数8パーセントから12パーセントの酒類商品に対して逓減税率が適用されて55円の酒税で済むようになったことで、商品化される流れとなった。
消費者のさまざまなニーズに合わせ、8パーセントから12パーセントといったアルコール度数の商品、250ミリリットルの缶入りから2.7リットルのペットボトル入りといった商品が開発されている。販売価格を200円に設定した缶入り水割り商品は、コンビニエンスストアの人気商品となっている。